# Els Kloek
Else Margaretha (Els) Kloek (Leiden, 18 juli 1952) is een Nederlandse historica en schrijfster.

## Biografie
Kloek wilde als kind, geïnspireerd door Annie M.G. Schmidt, dichteres worden. Nadat ze het Stedelijk Gymnasium Leiden doorliep, studeerde ze geschiedenis aan de Universiteit van Amsterdam, waar ze in 1990 promoveerde. Als docent was ze verbonden aan de universiteiten van Utrecht, Nijmegen en Rotterdam. Zij was initiatiefneemster en hoofdredactrice van de populair-wetenschappelijke serie Verloren Verleden. Tussen 1998 en 2004 kwamen in deze serie 24 boeken uit over bekende personen en episodes uit de Nederlandse geschiedenis.
Van 2003 tot 2014 was Kloek verbonden aan het Huygens Instituut voor Nederlandse Geschiedenis, een onderdeel van de Koninklijke Nederlandse Akademie van Wetenschappen. Ze gaf daar leiding aan de totstandkoming van het Digitaal Vrouwenlexicon van Nederland en het naslagwerk 1001 vrouwen uit de Nederlandse geschiedenis en was vanaf 2008 projectleider van het Biografisch Portaal. Sinds 2014 is ze zelfstandig historica, en als gastonderzoeker werkzaam bij het instituut. In 2018 verscheen het werk 1001 vrouwen in de 20ste eeuw.

## Werken
Kloek heeft onder andere de volgende werken afgeleverd.
- Vrouwen en kinderen eerst (Nijmegen, 2019)
- Keetje Hodshon (1768-1829). Een rijke dame in revolutietijd (Nijmegen, 2017) [met Maarten Hell]
- 101 Vrouwen en de oorlog (Nijmegen, 2016)
- Kenau & Magdalena. Vrouwen in de Tachtigjarige oorlog (Nijmegen, 2014)
- Vrouw des huizes. Een cultuurgeschiedenis van de Hollandse huisvrouw (Amsterdam, 2009)
- Wie hij zij, man of wijf. Vrouwengeschiedenis en de vroegmoderne tijd. Drie Leidse studies (Hilversum, 1990; proefschrift)

## Prijzen en nominaties
- 2010 Nominatie Libris Geschiedenis Prijs 2010 voor Vrouw des huizes
- 2013 Nominatie Libris Geschiedenis Prijs 2013 voor 1001 vrouwen uit de Nederlandse geschiedenis
- 2016 1001 vrouwen uit de Nederlandse geschiedenis door lezers van Historisch Nieuwsblad uitgeroepen tot 'beste geschiedenisboek aller tijden'
- 2018 Benoemd tot erelid van de Maatschappij der Nederlandse Letterkunde
- 2019 Winnaar van de Kleio Klasseprijs 2019 met 1001 vrouwen in de 20ste eeuw (door VNG, Vereniging van docenten geschiedenis en staatsinrichting in Nederland), (een geldprijs en oorkonde)